# Kaplan-turbina

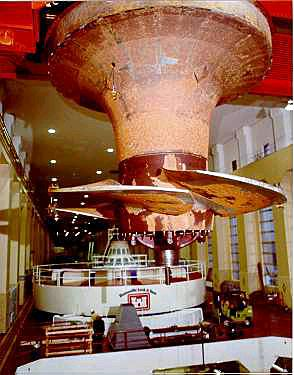
A Bonneville gát Kaplan-turbinája 61 év üzem után

A Kaplan-turbina propeller (hajócsavar) alakú reakciós vízturbina állítható állásszögű lapátokkal. 1913-ban fejlesztette ki Viktor Kaplan osztrák mérnök és egyetemi tanár.
A Kaplan-turbina a Francis-turbina továbbfejlesztése. Feltalálása lehetővé tette olyan kis esések kihasználását is, amelyeknél a Francis-turbina nem alkalmazható.
Kaplan-turbinákat ma széleskörűen használnak energiatermelésre nagy vízhozamú, kis esésű vízerőműveknél.

## Kialakulása
Viktor Kaplan első szabadalmát állítható lapátozású propeller-turbinára 1912-ben kapta. Az üzletileg is sikeres gép kifejlesztése azonban még egy évtizedig tartott. Kaplan küzdött a kavitáció problémájával, és 1922-ben egészségi állapota miatt felhagyott a további kísérletekkel.
1919-ben Kaplan megépített egy demonstrációs egységet Podebradyban, Csehszlovákiában. 1922-ben a Voith cég bemutatott egy 1100 LE-s (kb. 800 kW-os) főképpen folyókra szánt Kaplan-turbinát. 1925-ben egy 8 MW-os egységet helyeztek üzembe Lilla Edetben, Svédországban. Ez üzleti sikert és széles körű elismerést hozott a Kaplan-turbinának.

## Működési elve

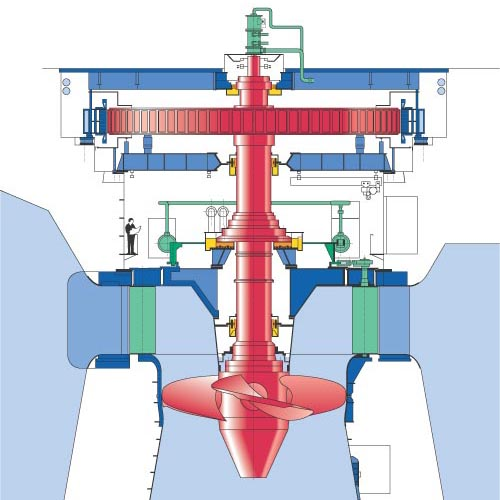
Függőleges tengelyű Kaplan-turbina (a Voith-Siemens engedélyével)

A Kaplan-turbina egy kívülről befelé áramló reakciós turbina, ami azt jelenti, hogy a munkaközeg (általában víz) nyomása változik, ahogy áthalad a turbinán és átadja energiáját. A konstrukció egyesíti a radiális és axiális megoldást.
A víz csigaház alakú csőből lép be, mely a terelőlapátokat körbefogja. A belépő víz a terelőlapátok hatására érintőlegesen ömlik be a turbina járókerekére, melynek alakja hajócsavarra hasonlít.
A kiömlés különlegesen kialakított bővülő cső (diffúzor), melynek célja, hogy lelassítsa az áramlást és így vissza lehessen nyerni a folyadék mozgási energiáját.
A turbinának nem kell a vízáram legmélyebb pontján lenni, amennyiben a diffúzor még teli marad vízzel. Amennyiben azonban a turbina magasabban helyezkedik el, akkor a növekszik a szívás, amit a diffúzor okoz a turbinalapátokon. Ez növeli a kavitáció veszélyét.
A változtatható szögű terelőlapátok és a turbinalapátok állíthatósága változó vízhozam és esés esetén is jó hatásfokot biztosít. A Kaplan-turbina hatásfoka jellemzően 90%, de kisebb lehet igen kis esés esetén.
A számítógépes folyadékdinamika felhasználásával zajló jelenlegi fejlesztési törekvések egyrészt a hatásfok javítására, másrészt olyan konstrukció kialakítására irányulnak, mely mellett a turbinán átáramló halak túlélési esélyei javulnak.

## Alkalmazások

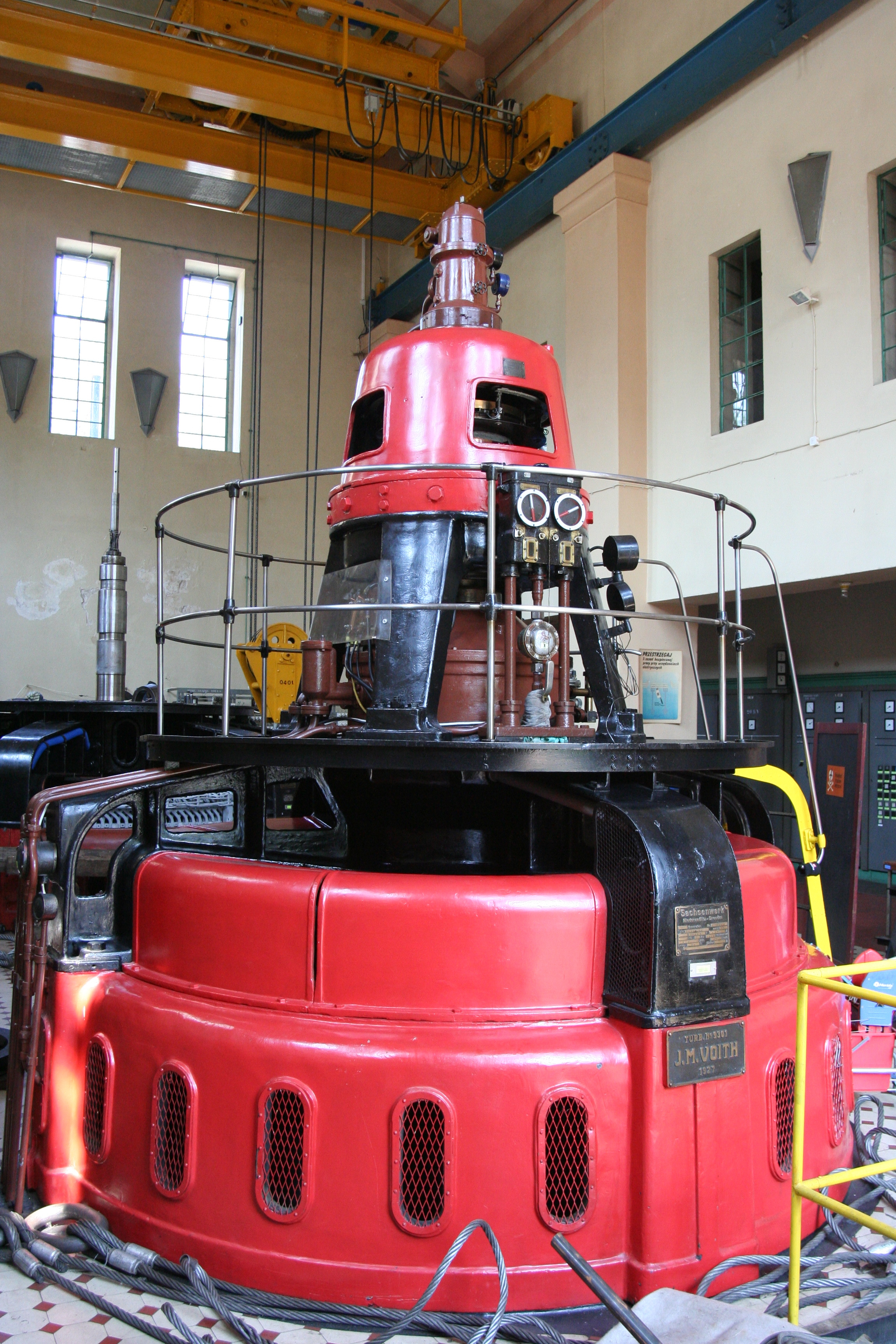
Kaplan-turbina, gyártotta J.M.Voith (1927). Beépítve Lengyelországban, Wrzeszczynben a Bóbr folyón.

Kaplan-turbinákat az egész világon használnak vízierőművekben elektromos energia fejlesztésére. A legkisebb esések esetén használatosak, különösen alkalmasak nagy vízhozamok esetén.
Olcsó mikro-turbinákat is gyártanak egyedi energiaigények kielégítésére akár 60 cm-es esésre is.
A nagy Kaplan-turbinákat egyedileg tervezik és gyártják minden vízierőmű számára, hogy a lehető legjobb hatásfokkal, általában 90% felett üzemeljenek. Tervezésük, gyártásuk és beépítésük igen költséges, de utána évtizedekig üzemelnek.

## Változatok
A Kaplan-turbina a leggyakrabban használt propeller-turbina, de néhány más változat is létezik:
A propeller-turbina lapátjai nem állíthatóak. Ezeket olcsóbb, kisebb erőműveknél alkalmazzák. A kereskedelemben kapható néhány száz wattos gép, mely már egy méter körüli esésre is alkalmazható.
A körte vagy csőturbina olyan konstrukciójú, hogy a turbina a tápvíz-csőben helyezkedik el. Egy nagy körte alakú házban kap helyet a generátor, a terelőlapátok és a forgórész is. A csőturbinák teljesen axiális kivitelűek. Készítenek körte-turbinákat mechanikus hajtóművel is. Ezeknél a generátor és a körte alakú ház lényegesen kisebb lehet.
Léteznek axiális turbinák, ahol a generátor az áramláson kívülre kerül.
Az S-turbinák axiális turbinák, elkerülik a körte alakú ház kialakítását, ekkor a turbina a vízáramba merülő konzolon helyezkedik el, a generátorral külön tengely köti össze.
A Tyson-turbina nem állítható lapátú kis propeller-turbina, melyet egyenesen a gyors folyású áramlásba lehet meríteni vagy ideiglenesen a fenékhez horgonyozva, vagy csónakhoz vagy bárkához csatolva.

## Külső hivatkozások
- Toshiba Turbines
- Mikro Tyson-turbinák értékesítője